# 2003 YM179
2003 YM17, também escrito como 2003 YM179, é um objeto transnetuniano que está localizado no Cinturão de Kuiper, uma região do Sistema Solar. Ele possui uma magnitude absoluta de 8,2 e tem um diâmetro estimado com 101 km.

## Descoberta
2003 YM17 foi descoberto no dia 16 de dezembro de 2003.

## Órbita
A órbita de 2003 YM17 tem uma excentricidade de 0,053 e possui um semieixo maior de 41,030 UA. O seu periélio leva o mesmo a uma distância de 38,846 UA em relação ao Sol e seu afélio a 43,214 UA.